# Eschatiai
Le terme eschatiai signifie, en grec ancien, « confins », « marges » du territoire de la cité grecque antique, par opposition à la ville (asty) et à la campagne cultivée qui l'entoure (chôra). Les Grecs se représentent les eschatiai comme un espace sauvage contrastant avec le caractère civilisé du centre de la cité. Il correspond le plus souvent à des zones de montagnes ou de collines qui ne sont pas ou peu mises en culture et vouées au pacage des troupeaux d'ovins ou de caprins, mais peut également s'attacher à des îlots inhabités, à des zones de marécages ou à des plaines littorales soumises aux inondations. Ce ne sont pas pour autant nécessairement des espaces déserts : outre les bergers et leurs bêtes, on y trouve des apiculteurs qui y placent des ruches ou des charbonniers, qui y trouvent les forêts aptes à leur fournir la matière première du charbon de bois qu'ils fabriquent. 
Le caractère flou des frontières entre cités font que les eschatiai sont fréquemment l'objet de revendications et de conflits, notamment entre bergers. Ces conflits dégénèrent parfois en affrontements armés de grande ampleur entre cités.